# Åland-Krieg
Der Åland-Krieg (finnisch: Oolannin sota, schwedisch: Åländska kriget) ist die vor allem in der skandinavischen Literatur übliche Bezeichnung für die Operationen gegen militärische und zivile Einrichtungen an der Küste des Großfürstentums Finnland in den Jahren 1854–1856 während des Krimkriegs zwischen dem Russischen Reich und den verbündeten Franzosen und Briten. Obwohl sich der Name des Krieges nach der Schlacht von Bomarsund auf die Insel Åland bezieht, kam es auch in den Küstenstädten Finnlands im Bottnischen und Finnischen Meerbusen zu Gefechten.

## Verlauf
Ende Juni 1853 befahl Zar Nikolaus I. seinen beiden Armeen in Bessarabien, in das benachbarte Fürstentum Moldau und das Fürstentum Walachei einzumarschieren. Dies hatte das Osmanische Reich am 4. Oktober 1853 zur Kriegserklärung veranlasst, und Großbritannien und Frankreich beschlossen, die Osmanen zu unterstützen. 
Ziel des Åland-Krieges war es, Russland von seinen Handelswegen und seinem Außenhandel abzuschneiden, es zu Friedensverhandlungen zu zwingen und Schweden in den Krieg gegen Russland zu verwickeln. Die Blockade sollte so durchgeführt werden, dass die russische Marine in der Ostsee funktionsunfähig wurde, indem die Verteidigungsanlagen an der Küste, die Marine und die Handelslager, die als Außenhandelsdepots dienten, zerstört wurden.
Bereits am 11. März 1854 liefen die ersten britischen Kriegsschiffe unter Admiral Charles John Napier in die Ostsee aus, um russische Häfen zu blockieren.
Am 8. August 1854 landeten französische Truppen unter General Baraguay d’Hilliers auf Åland. Sie belagerten und bombardierten die Festung Bomarsund acht Tage lang, bevor die Russen unter General Bodisco am 16. August kapitulierten; über 2200 Russen gingen in Gefangenschaft. Vor ihrem Abzug zerstörten die Franzosen die Festung.
Ein erheblicher Teil des Schadens im Åland-Krieg wurde in den Küstenstädten Finnlands im Bottnischen und Finnischen Meerbusen angerichtet, da ein großer Teil der damals unter russischer Flagge fahrenden Handelsflotte in Finnland lag, das seit 1809 ein autonomes Großfürstentum unter der russischen Krone war. So bombardierten die Alliierten 1855 zwei Tage lang die Docks von Sveaborg vor der Hauptstadt Helsingfors.
Der Krieg hatte einen großen Einfluss auf die spätere Entmilitarisierung der Insel Åland. 
Russland verpflichtete sich im Pariser Friedensvertrag von 1856, Åland nicht mehr zu befestigen.